# Aphrodes siracusae
Aphrodes siracusae är en insektsart som beskrevs av Matsumura 1908. Aphrodes siracusae ingår i släktet Aphrodes och familjen dvärgstritar. Inga underarter finns listade i Catalogue of Life.